# Hispidski zec
Hispidski zec (lat. Caprolagus hispidus) je vrsta zeca iz južne Azije. Nastanjuje savanska područja s travama visine do 3 metra duž južnih podnožja Himalaja. 
Danas hispidski zec živi na području od oko 500 km2, koje se proteže na procijenjenom teritoriju od 5.000 do 20.000 km2. Populacije doživljavaju znatno opadanje zbog razvoja poljoprivrede, kontrole poplava i općenito ljudskog napretka.

## Značajke
Hispidski zec ima hrapavo i čekinjasto krzno. Krzno je tamnosmeđe zbog mješavine bijele i crne dlake; smeđe na prsima i bjelkasto na trbuhu. Rep je smeđe boje i dug je oko 3 centimetra. Prosječna tjelesna masa mužjaka je 2248 grama, a kod ženki iznosi 2518 grama. Ženka u visokoj skotnosti je teška oko 3210 grama.
Najaktivniji je za vrijeme sumraka i zore. Vrlo se malo zna o njegovu reproduktivnom ponašanju, ali sezona parenja vjerojatno traje od siječnja do ožujka. Također, pretpostavlja se da je broj okoćenih mladunaca 1-5, te da mužjak ne vodi nikakvu skrb o potomcima. Ishrana hispidskog zeca većinom se sastoji od trava i korijenja. 

## Vanjske poveznice
- IUCN Crveni popis ugroženih vrsta 2011: Caprolagus hispidus  Arhivirana inačica izvorne stranice od 5. lipnja 2011. (Wayback Machine)